# Evelyn Glennie
Evelyn Elizabeth Ann Glennie, DBE (Aberdeenshire, 19 de julho de 1965) é uma virtuosa percussionista escocesa.
Portadora de deficiência auditiva severa desde os 12 anos, é atualmente a única percussionista solo em tempo integral do mundo. Foi condecorada com a Ordem do Império Britânico em 2008 e participou da cerimônia de abertura dos Jogos Olímpicos de Verão de 2012.